# Gendarmerie (Elfenbeinküste)
Die Gendarmerie der Elfenbeinküste ist die paramilitärische, ivorische Gendarmerie. Sie war bis Anfang 2011 ein Teil der Streitkräfte (FDS). Seit der Festnahme Laurent Gbagbos im Zuge der Regierungskrise 2010/2011 ist ihr Status ungeklärt.

## Geschichte
Im Oktober 2000 fanden, im Zuge der Präsidentschaftswahlen in ganz Abidjan heftige Straßenschlachten statt. Danach wurde in Yopougon das sogenannte Charnier de Youpogon (französisch für „Massengrab von Yopougon“) gefunden. Darin befanden sich die Leichen von mehr als 50, hauptsächlich aus dem Norden stammenden, Menschen. Die Täter wurden in den Reihen der Gendarmerie vermutet.
Gendarmerieeinheiten kämpften aktiv im Bürgerkrieg 2002–2007 auf Seite des Südens mit. Während des Bürgerkriegs kam es auch zu Massakern an Gendarmeriemitgliedern. So wurden in Bouaké 95 Gendarmeriebeamte mitsamt ihrer ganzen Familie getötet.
Die Gendarmerie beteiligte sich auch an den Kämpfen im Zuge der Regierungskrise in der Elfenbeinküste 2010/2011.
In der Nacht vom 3. auf den 4. Dezember 2010 gab es in Port-Bouët heftige Schusswechsel zwischen der Gendarmerie und unbekannten Angreifern, vermutlich von den Commandos Invisible.
Am 24. Februar 2011 erklärte Gendarmeriechef  Edouard Kassaraté, dass seine Truppen Abobo, einen Stadtteil von Abidjan, von Rebellen säubern würden.
Vor dem 28. März fanden Gespräche zwischen der Gendarmerieführung und der ivorischen Armee (FANCI) einerseits und dem Lager von Alassane Ouattara andererseits statt.
Der Chef der Opération des Nations Unies en Côte d’Ivoire (ONUCI), Choi Young-Jin, behauptete am 1. April die 50.000 Gendarmen und Polizisten in Abidjan hätten sich auf die Seite Ouattaras geschlagen.